# Carlo De Lellis
Carlo De Lellis (primi decenni XVII secolo – ante 1691) è stato uno storico e genealogista italiano.

## Biografia
Esponente di un'antica famiglia nobile originaria di Chieti ma trapiantata a Napoli, era figlio di un Donato, che esercitò la professione di avvocato presso i tribunali napoletani, mentre Carlo si rivolse interamente alla ricerca archivistica. Il nonno Onofrio († 1608), barone di San Giovanni e Sant'Ilario, fu un poeta.
Tra i suoi avi annovera un Ugo De Lellis che fu castellano di Barletta nel 1239, un Giacomo alla corte di re Roberto d'Angiò nel 1327, un santo, San Camillo de Lellis, figlio di Giovanni che fu soldato per 44 anni prima con Carlo V d'Asburgo e poi con Filippo II di Spagna. Il Palazzo De Lellis-Carusi di Chieti fu una delle storiche dimore appartenute in origine alla famiglia De Lellis, linea estinta al tempo dell'elenco stilato nel 1830 da Gennaro Ravizza.
Alle sue ricerche e ai suoi testi si deve una notevole trasmissione di dati sulla nobiltà del Meridione, e in particolare della città di Napoli, e quindi delle complesse vicende feudali collegate, che tanta influenza ebbero sul Regno di Napoli.
Il letterato effettuò, «con una costanza da sbalordire», lo spoglio degli archivi angioini, aragonesi e vicereali. Da questa ricerca il De Lellis trasse 28 volumi, di cui 11 dedicati alla Cancelleria angioina. Il suo più importante lavoro fu pubblicato tra il 1654 e il 1671: i Discorsi delle famiglie nobili del Regno di Napoli, frutto del suo sistematico lavoro d'archivio, dei quali, nonostante l'impegno profuso, è possibile leggere un limite nella genericità dell'impostazione storica. I suoi studi archivistici hanno permesso la ricostruzione della genealogia delle maggiori famiglie patrizie ascritte ai Sedili di Napoli e la delineazione di circoscritti eventi della storia meridionale da parte degli studiosi dei secoli seguenti.
Del De Lellis è tutt'oggi consultabile presso la Biblioteca nazionale Vittorio Emanuele III di Napoli un lungo manoscritto di grande importanza nello studio delle genealogie storiche delle famiglie patrizie di Napoli denominato "Famiglie nobili di Nido".
Il giurista napoletano Biagio Aldimari citò più volte il pensiero del De Lellis nel trattato nobiliare sui Carafa, nella enucleazione della sua ricostruzione storica. Della sua enorme opera di spoglio si poterono avvalere studiosi come Camillo Minieri Riccio nell'Ottocento e Riccardo Filangieri di Candida Gonzaga nel secondo dopoguerra per la ricostruzione degli archivi della Cancelleria angioina, andati distrutti nel conflitto bellico.

## Opere
- Ianvarii Grossi I.C. ob pontetiam, et peritiam in historijs e Avctoris vita, in Michele Riccio, De Regibvs Hispaniæ, Hiervsalem, Galliæ, vtriusque Siciliæ, et Vngariæ, Historia Napoli, 1645;
- Svpplimento a Napoli Sacra di D. Cesare d'Engenio Caracciolo, Napoli, 1654;
- Discorsi delle famiglie nobili del Regno di Napoli (3 volumi), Napoli, 1654 (online), 1663 (online) e 1671 (online);
- Camillo Tutini, Historia della famiglia Blanch scritta da D. Camillo Tvtini napoletano col svpplimento del signor Carlo De Lellis, Napoli, 1670;
- Discorsi postumi del signor Carlo De Lellis di alcvne poche nobili famiglie, con l'annotationi in esse, e supplimento di altri discorsi genealogici di famiglie nobili della città, e Regno di Napoli, del dottor signor Domenico Conforto, a cura di Domenico Confuorto, Napoli, 1701 (postumo);
- Gli atti perduti della Cancelleria angioina transuntati da Carlo De Lellis, a cura di Bianca Mazzoleni, 1ª parte, vol. 1 e 2, Roma, 1934 e 1943;
- Manoscritto sulla famiglia Filangieri.